# 易纲
易纲（1958年3月5日—），生于北京，中国共产党党员，中国经济学家，美国伊利诺伊大学厄巴纳-香槟分校经济学博士，教授。中央财经委员会办公室副主任。2018年3月获总理李克强提名为中国人民银行行长，获全国人大通过。2023年7月29日起担任亚投行理事会副主席。
此前，他在2007—2018年间任中国人民银行副行长，2009—2015年间任国家外汇管理局局长。

## 生平
易纲于1958年3月5日生于北京，1978年至1980年就讀北京大学经济系，1980年至1986年期间在明尼苏达州圣保罗的哈姆林大学学习，商业管理学士毕业；後在伊利诺伊大学，通过一篇关于统计模型精选方法的论文取得博士學位。后成为印第安纳大学与普渡大学印第安纳波里斯联合分校的经济系副教授并于1992年获得终身教职，1994年回国后又加入北京大学中国经济研究中心，任教授、副主任、博士生导师。1997年加入中国人民银行，历任货币政策委员会副秘书长、秘书长（正司局级）兼货币政策司副司长、货币政策司司长、行长助理、党委委员，2006年9月至2007年10月期间兼任营业管理部主任、党委书记、国家外汇管理局北京外汇管理部主任。2007年12月被任为中国人民银行副行长。2009年成为国家外汇管理局局长，2016年1月12日卸任国家外汇管理局局长职务，任中央财经领导小组办公室副主任、中国人民银行副行长。同年12月，兼任中国人民银行党委副书记。2012年4月18日，印第安纳大学校长迈克尔·A. 麦克罗比授予易纲人文文学荣誉博士学位。易纲曾于1986年至1994年在印第安纳大学与普渡大学印第安纳波里斯联合分校担任经济学助理教授和副教授。
易纲已在《计量经济学杂志》《中国经济评论》《比较经济学研究》等经济杂志上发表中文论文40余篇，英文学术论文20余篇，著有10本书，曾为《斯堪的纳维亚统计学杂志》《计量经济学杂志》《中国经济评论》《比较经济学研究》《经济理论》《现代政策研究》《亚洲经济学杂志》担任顾问。现在他还担任《中国经济评论》《亚洲经济学杂志》编委。
2016年10月，易纲代表中国参加了华盛顿特区国际货币基金组织和世界银行的半年会，包括与英格兰银行主管马克·卡尼的陪审会议。会议随着人民币首次被包含入国际货币基金组织的国际货币篮子即特别提款权。关于中国债务水平、钢铁生产和住宅生产的问题包含在会上被提出的问题的一部分。
2017年10月，中国共产党第十九次全国代表大会上当选中国共产党第十九届中央委员会候补委员。
2018年3月，易纲被国务院总理李克强提名任为中国人民银行行长，任职至2023年7月。7月，他被任命为国务院金融稳定发展委员会副主任。2019年1月，易纲与国务院副总理刘鹤一同访问美国，参与解决中美贸易争端的谈判，又与美国总统特朗普会面。
2023年1月17日，易纲当选为第十四届全国政协委员。
2023年3月，刚满65岁的易纲在十四届全国人大一次会议上继续留任中国人民银行行长。
他还是中国金融四十人论坛（CF40）的顾问。
2023年7月25日，根据中华人民共和国第十四届全国人民代表大会常务委员会第四次会议于2023年7月25日的决定，潘功胜取代易纲成为中国人民银行行长。